# Jiříkov (Moravia-Slesia)
Jiříkov (in tedesco Girsig) è un comune della Repubblica Ceca facente parte del distretto di Bruntál, nella regione della Moravia-Slesia.